# ミラージュIII V (航空機)
ミラージュIII V（Mirage III V）
ル・ブルジェ航空宇宙博物館に展示中のミラージュIII V 01
- 用途：試作
- 分類：垂直離着陸機、試作戦闘機
- 製造者：アビオン・マルセル・ダッソー/シュド・アビアシオン
- 運用者： フランス（フランス空軍）
- 初飛行：1965年2月12日（ミラージュIII V 01）
- 生産数：2
- 生産開始：1961年8月29日
- 退役：1966年11月28日
- 運用状況：退役

ミラージュIII V（Mirage III V）は、フランスの戦闘機。垂直離着陸機として開発されたが、試作のみに終わった。

## 計画
フランスは、垂直離着陸機の基本性能をバルザック Vを用いて研究を進めていた。ミラージュIII Vはバルザック Vの発展型であり、実用化を目指したものである。開発はバルザック Vと同様にアビオン・マルセル・ダッソーとシュド・アビアシオンに発注された。バルザック Vが大型化した機体のため、リフトエンジンには、より強力な8基のロールス・ロイス RB162エンジンを、推進用エンジンにはプラット・アンド・ホイットニーJTF10を改良しライセンス生産した1基のプラット・アンド・ホイットニーSNECMA TF106を採用するものとして設計された。その他の基本的な外形はミラージュIIIと似通っており、デルタ翼機で推進用エンジンのインテイクは胴体脇に装備されている。
1961年8月には北大西洋条約機構のNBMR3(Basic Military Requirement 3)が出され、垂直離着陸戦闘攻撃機が要求されている。ミラージュIII Vは、1962年5月にホーカー・シドレー P.1154とともに、これに採用された。
当初、JTF10をSNECMA TF104として採用を検討し試験機ミラージュIII Tが改造により製造されたが、この機体にTF106を搭載、1965年1月25日に飛行試験を試みたところ、エンジンの不調により飛行は行われることがなかった。
ミラージュIII V 01とされた機体は、SNECMA TF104Bにより1965年2月12日に初飛行を行い、1965年12月には、計画通りのTF106による飛行に成功した。1966年3月24日には、ホバリングから水平飛行への移行を成功させている。
しかし、当時既に高コストであったミラージュIII Vに対する期待は失われており、バルザック V以上に垂直離着陸と通常の飛行の切り替えに問題が生じると判断されたこともあって、28日には生産段階への移行は中止され、試験目的での続行に限られることとなった。6月にはNATOもまた超音速垂直離着陸機の計画を放棄している。
ミラージュIII V 02はプラット・アンド・ホイットニー TF30を元にしたSNECMA TF306エンジンを使用し、1966年6月22日に初飛行、11回目の試験飛行となった9月12日にはマッハ2.03を記録した。しかし、1966年11月28日に事故により機体が失われ、これをもって計画は中止されることとなった。

### 要目（ミラージュIII V 01）
- 全長：16.3m
- 全幅：8.8m
- 空虚重量：6,750kg
- 最高速度：マッハ2（計画値）
- エンジン：SNECMA TF106 1基
  - 出力：78.14kN
- リフトエンジン：ロールス・ロイス RB.162 8基
  - 出力：19.6kN×8
- 乗員：1人